# Sasseneire
Die Sasseneire ist ein 3254 m ü. M. hoher Berg im Schweizer Kanton Wallis.

## Lage
Er liegt zwischen den beiden Tälern Val d’Anniviers mit dem Talort Grimentz und dem Val d’Hérens mit dem Talort Evolène.

## Wanderwege
Am Fusse der Nordwand führt ein Saumpfad über den Pas de Lona am Lac de Lona vorbei. Auf der Südseite führt über den Col de Torrent die nationale Wanderroute Nr. 6 Alpenpässe-Weg von SchweizMobil. Am 1. April 1998 wurde das Objekt «Val de Réchy - Sasseneire» in das «Bundesinventar der Landschaften und Naturdenkmäler von nationaler Bedeutung» aufgenommen (BLN - Objekt 1715).